# Maccabi Tel Aviv B.C. 2013-2014
Questa voce raccoglie le informazioni riguardanti il Maccabi Tel Aviv B.C. nelle competizioni ufficiali della stagione 2013-2014.

## Stagione
La stagione 2013-2014 del Maccabi Tel Aviv B.C. è la 60ª nel massimo campionato israeliano di pallacanestro, la Ligat ha'Al.

## Roster
Aggiornato al 27 luglio 2018
| Maccabi Electra Tel Aviv 2013-14 | Maccabi Electra Tel Aviv 2013-14 |
| Giocatori                        | Staff tecnico                    |
| -------------------------------- | -------------------------------- |

| N. | Naz.                                           | Ruolo | Nome                    | Anno | Alt.   | Peso   |  |
| -- | ---------------------------------------------- | ----- | ----------------------- | ---- | ------ | ------ |  |
| 4  | Stati Uniti (bandiera) · Montenegro (bandiera) | P     | Tyrese Rice             | 1987 | 185 cm | 86 kg  |  |
| 5  | Guyana (bandiera)                              | C     | Shawn James             | 1983 | 208 cm | 102 kg |  |
| 6  | Stati Uniti (bandiera)                         | G     | Devin Smith             | 1983 | 198 cm | 101 kg |  |
| 7  | Stati Uniti (bandiera) · Georgia (bandiera)    | PG    | Ricky Hickman           | 1985 | 189 cm | 88 kg  |  |
| 8  | Australia (bandiera)                           | A     | Joe Ingles              | 1987 | 203 cm | 102 kg |  |
| 9  | Stati Uniti (bandiera) · Israele (bandiera)    | AC    | Alex Tyus               | 1988 | 203 cm | 100 kg |  |
| 10 | Israele (bandiera)                             | AP    | Guy Pnini (C)           | 1983 | 201 cm | 97 kg  |  |
| 11 | Stati Uniti (bandiera) · Israele (bandiera)    | AC    | Jake Cohen              | 1990 | 210 cm | 107 kg |  |
| 11 | Croazia (bandiera)                             | C     | Andrija Žižić           | 1980 | 206 cm | 106 kg |  |
| 12 | Israele (bandiera)                             | G     | Yogev Ohayon            | 1987 | 189 cm | 86 kg  |  |
| 13 | Stati Uniti (bandiera) · Israele (bandiera)    | AG    | David Blu               | 1980 | 201 cm | 109 kg |  |
| 14 | Israele (bandiera)                             | C     | Ben Altit               | 1993 | 208 cm | 102 kg |  |
| 15 | Stati Uniti (bandiera) · Israele (bandiera)    | AP    | Sylven Landesberg       | 1990 | 198 cm | 95 kg  |  |
| 21 | Grecia (bandiera)                              | C     | Sofoklīs Schortsianitīs | 1985 | 206 cm | 156 kg |  |
| 22 | Israele (bandiera)                             | G     | Arad Harari             | 1994 | 196 cm |        |  |
| 23 | Israele (bandiera)                             | P     | Yuval Naimy             | 1990 | 210 cm | 107 kg |  |

| Allenatore                                                                            |
| - / David Blatt                                                                       |
| Assistente/i                                                                          |
| - Guy Goodes - Alon Stein Legenda - (C) Capitano - (IN) Inattivo - Infortunato Roster |

## Mercato

### Sessione estiva
| Acquisti | Acquisti                | Acquisti             | Acquisti      | Acquisti |
| R.       | Nome                    | da                   | Modalità      |          |
| -------- | ----------------------- | -------------------- | ------------- | -------- |
| AP       | Joe Ingles              | Barcellona           | definitivo    |          |
| P        | Tyrese Rice             | Bayern Monaco        | definitivo    |          |
| AC       | Alex Tyus               | Pall. Cantù          | definitivo    |          |
| AC       | Jake Cohen              | Davidson Wildcats    | definitivo    |          |
| AG       | David Blu               | Free agent           | definitivo    |          |
| C        | Ben Altit               | Bnei Herzliya        | definitivo    |          |
| C        | Sofoklīs Schortsianitīs | Panathīnaïkos        | definitivo    |          |
| P        | Yuval Naimy             | Zenit S. Pietroburgo | definitivo    |          |
| GA       | Rakim Sanders           | Hap. Gilboa G.E.     | fine prestito |          |

| Cessioni | Cessioni         | Cessioni        | Cessioni       | Cessioni |
| R.       | Nome             | a               | Modalità       |          |
| -------- | ---------------- | --------------- | -------------- | -------- |
| AG       | Itay Segev       | Hapoel Holon    | prestito       |          |
| PG       | David Logan      | Alba Berlino    | rescissione    |          |
| A        | Lior Eliyahu     | Free agent      | fine contratto |          |
| AG       | Nik Caner-Medley | Málaga          | rescissione    |          |
| P        | Moran Roth       | Maccabi Haifa   | fine contratto |          |
| C        | Darko Planinić   | Cibona Zagabria | prestito       |          |
| C        | Idan Zalmanson   | Bnei Herzliya   | prestito       |          |
| GA       | Rakim Sanders    | Bamberger       | fine contratto |          |

### Dopo l'inizio della stagione
| Acquisti | Acquisti      | Acquisti | Acquisti         | Acquisti   |
| R.       | Nome          | da       | Data             | Modalità   |
| -------- | ------------- | -------- | ---------------- | ---------- |
| C        | Andrija Žižić | Astana   | 12 febbraio 2014 | definitivo |

| Cessioni | Cessioni    | Cessioni           | Cessioni         | Cessioni    |
| R.       | Nome        | a                  | Data             | Modalità    |
| -------- | ----------- | ------------------ | ---------------- | ----------- |
| P        | Yuval Naimy | Hapoel Eilat       | 10 dicembre 2013 | rescissione |
| AC       | Jake Cohen  | Mac. Rishon LeZion | 16 gennaio 2014  | prestito    |